# الاتحاد الاجتماعي المسيحي
الاتحاد الاجتماعي المسيحي في بافاريا (، CSU)؛ حزب سياسي ألماني ذو إيديولوجيا ديمقراطية مسيحية محافظة. ينشط الحزب فقط في ولاية بافاريا بينما ينشط شريكه الأكبر الاتحاد الديمقراطي المسيحي (CDU) في باقي الولايات الألمانية. يختلف الاتحاد الاجتماعي المسيحي عن الاتحاد الديموقراطي المسيحي بكونه أكثر محافظة فيما يخص المسائل الاجتماعية. يعتبر الحزب خلفًا بحكم الأمر الواقع لحزب الشعب البافاري الكاثوليكي (BVP) الذي كان نشطاً خلال جمهورية فايمار.
على المستوى الاتحادي يشكل الاتحاد الاجتماعي المسيحي كتلة برلمانية مشتركة في البوندستاغ مع الاتحاد الديموقراطي المسيحي، يشار إليهما معاً غالباً باسم «كتلة الاتحاد» (die Unionsfraktion). حصل الحزب على 46 مقعدًا في البوندستاغ في الانتخابات الاتحادية عام 2017، مما يجعله أصغر الأحزاب السبعة الممثلة في المجلس. الحزب عضو في حزب الشعب الأوروبي (EPP) والاتحاد الديمقراطي الدولي. تضم الحكومة الاتحادية حاليًا ثلاثة وزراء من الحزب. يشغل رئيس الحزب ماركوس زودر منصب رئيس الحكومة في بافاريا وهو منصب حافظ عليه الحزب من 1946 إلى 1954 ومنذ عام 1957.

## تاريخ
ترك فرانتس يوزيف شتراوس (1915-1988) أقوى إرث كقائد للحزب، حيث قاد الحزب من عام 1961 حتى وفاته في عام 1988. كانت مسيرته السياسية في مجلس الوزراء الاتحادي فريدة من نوعها حيث شغل أربعة مناصب وزارية في السنوات ما بين 1953 و 1969. من عام 1978 حتى وفاته في عام 1988، شغل شتراوس منصب وزير رئيس بافاريا. كان شتراوس أول زعيم لـ الاتحاد يكون مرشحًا للمستشار الألماني في عام 1980. في الانتخابات الفيدرالية لعام 1980، خاض شتراوس الانتخابات ضد هلموت شميت الرئيس الحالي من الحزب الديمقراطي الاجتماعي الألماني (SPD) لكنه خسر بعد ذلك حيث تمكن الحزب الاشتراكي الديمقراطي والحزب الديمقراطي الحر (FDP) من تأمين أغلبية مطلقة معًا، وتشكيل تحالف اجتماعي ليبرالي.
قاد الاتحاد الاجتماعي المسيحي حكومة ولاية بافاريا منذ ظهورها في عام 1946، باستثناء الفترة من 1954 إلى 1957 عندما شكل الحزب الاشتراكي الديمقراطي حكومة ولاية في ائتلاف مع حزب بافاريا.
في البداية، تنافس حزب بافاريا الانفصالي (BP) بنجاح على نفس الناخبين مثل الاتحاد. تمكن الاتحاد في النهاية من كسب هذا الصراع على السلطة لنفسه. من بين أمور أخرى، انخرطت شركة حزب بافاريا في "قضية الكازينو" في ظل ظروف مشكوك فيها من قبل الاتحاد في نهاية الخمسينيات من القرن الماضي وفقدت مكانة وأصوات كبيرة. في انتخابات الولاية لعام 1966، تركت شركة حزب بافاريا أخيرًا برلمان الولاية.
قبل انتخابات 2008 في بافاريا، حقق الاتحاد الاجتماعي المسيحي بشكل دائم الأغلبية المطلقة على مستوى الولاية بمفرده. هذا المستوى من الهيمنة فريد من نوعه بين ولايات ألمانيا الستة عشر. تولى إدموند شتويبر قيادة الاتحاد في عام 1999. ترشح لمنصب مستشار ألمانيا في عام 2002، لكن ائتلافه المفضل ائتلاف الاتحاد الديمقراطي المسيحي / الاتحاد الاجتماعي المسيحي خسر أمام مرشح الحزب الاشتراكي الديمقراطي غيرهارد شرودر تحالف الأحمر والأخضر.
في انتخابات ولاية بافاريا 2003، فاز الاتحاد بنسبة 60.7 ٪ من الأصوات و 124 من 180 مقعدًا في برلمان الولاية. كانت هذه هي المرة الأولى التي يفوز فيها أي حزب بأغلبية الثلثين في برلمان ولاية ألماني. أشارت ذي إيكونوميست في وقت لاحق إلى أن هذه النتيجة الاستثنائية كانت بسبب رد فعل عنيف ضد حكومة شرودر في برلين. انخفضت شعبية الاتحاد في السنوات اللاحقة. استقال شتويبر من منصبي الوزير ورئيس الاتحاد في سبتمبر 2007. بعد مرور عام، خسر الاتحاد الاجتماعي المسيحي أغلبيته في انتخابات ولاية بافاريا لعام 2008، حيث انخفضت حصته في التصويت من 60.7٪ إلى 43.4٪. ظل الاتحاد الاجتماعي المسيحي في السلطة من خلال تشكيل ائتلاف مع الحزب الديمقراطي الحر. في الانتخابات العامة لعام 2009، حصل حزب الاتحاد الاجتماعي المسيحي على 42.5٪ فقط من الأصوات في بافاريا في انتخابات عام 2009، والتي شكلت أضعف ظهور لها في تاريخ الحزب.
حقق الاتحاد مكاسب في انتخابات ولاية بافاريا لعام 2013 والانتخابات الفيدرالية لعام 2013، والتي عقدت لمدة أسبوع في سبتمبر 2013. استعاد الاتحاد الاجتماعي المسيحي أغلبيته في ولاية بافاريا وظل في الحكومة في برلين. كان لديهم ثلاثة وزراء في حكومة ميركل الرابعة، وهم هورست سيهوفر (وزير الداخلية والبناء والمجتمع)، وأندرياس شوير (وزير النقل والبنية التحتية الرقمية) غيرد مولر (وزير التعاون الاقتصادي والتنمية).
شهدت الانتخابات الفيدرالية الألمانية لعام 2021 أسوأ نتيجة انتخابات على الإطلاق للاتحاد.  كما كان أداء الاتحاد ضعيفًا بنسبة 5.2٪ من الأصوات على المستوى الوطني و 31.7٪ من الإجمالي في بافاريا.

## العلاقة مع ائتلاف الاتحاد الديمقراطي المسيحي
الاتحاد الديمقراطي المسيحي هو الحزب الشقيق للاتحاد الديمقراطي المسيحي (CDU).  معا، يطلق عليهم الاتحاد.  يعمل الاتحاد فقط داخل بافاريا، ويعمل الاتحاد الديمقراطي المسيحي في جميع الولايات باستثناء بافاريا. في حين أن الأحزاب مستقلة تقريبًا،  على المستوى الفيدرالي، فإن الأحزاب تشكل فصيلًا مشتركًا لـ ائتلاف الاتحاد الديمقراطي المسيحي / الاتحاد الاجتماعي المسيحي. لم يأتِ أي مستشار من الاتحاد الاجتماعي المسيحي على الإطلاق، على الرغم من أن شتراوس وإدموند ستويبر كانا مرشحين لـ ائتلاف الاتحاد الديمقراطي المسيحي / الاتحاد لمنصب المستشار في الانتخابات الفيدرالية لعام 1980 والانتخابات الفيدرالية لعام 2002، على التوالي، والتي فاز بها الحزب الديمقراطي الاجتماعي الألماني (SPD). تحت المستوى الفيدرالي، الأحزاب مستقلة تمامًا. 
منذ تشكيلها، كان الاتحاد أكثر تحفظًا من ائتلاف الاتحاد الديمقراطي المسيحي.   قررت الاتحاد وولاية بافاريا عدم التوقيع على القانون الأساسي لجمهورية ألمانيا الاتحادية لجمهورية ألمانيا الفيدرالية حيث لم يتمكنا من الموافقة على تقسيم ألمانيا إلى دولتين بعد الحرب العالمية الثانية. على الرغم من أن بافاريا مثل جميع الولايات الألمانية لديها نظام منفصل للشرطة والعدالة (مميز وغير فدرالي)، فقد شارك الاتحاد بنشاط في جميع الشؤون السياسية للبرلمان الألماني والحكومة الألمانية والبوندسرات الألماني والانتخابات البرلمانية للرئيس الألماني والبرلمان الأوروبي والاجتماعات مع ميخائيل جورباتشوف في روسيا.
مثل ائتلاف الاتحاد الديمقراطي المسيحي، فإن الاتحاد مؤيدة لأوروبا، على الرغم من ظهور بعض الاتجاهات المتشككة في أوروبا في الماضي. 

## القادة

### رؤساء الحزب
| رئيس    | رئيس               | من             | ل              |
| ------- | ------------------ | -------------- | -------------- |
| الأول   | جوزيف مولر         | 17 ديسمبر 1945 | 28 مايو 1949   |
| الثاني  | هانز إيهارد        | 28 مايو 1949   | 22 يناير 1955  |
| الثالث  | هانس سيدل          | 22 يناير 1955  | 16 فبراير 1961 |
| الرابعة | فرانز جوزيف شتراوس | 18 مارس 1961   | 3 أكتوبر 1988  |
| الخامس  | تيودور ويجل        | 16 نوفمبر 1988 | 16 يناير 1999  |
| السادس  | إدموند ستويبر      | 16 يناير 1999  | 29 سبتمبر 2007 |
| السابع  | اروين هوبر         | 29 سبتمبر 2007 | 25 أكتوبر 2008 |
| الثامن  | هورست سيهوفر       | 25 أكتوبر 2008 | 19 يناير 2019  |
| التاسع  | ماركوس سودر        | 19 يناير 2019  | يومنا هذا      |

### الوزراء - الرئيس
ساهم الاتحاد الاجتماعي المسيحي بأحد عشر وزيراً من أصل اثني عشر وزيراً - رئيس بافاريا منذ عام 1945، وكان فيلهلم هوجنر (1945-1946، 1954-1957) من الحزب الاشتراكي الديمقراطي يشغل هذا المنصب أيضًا.
| الوزير - الرئيس             | من             | ل              |
| --------------------------- | -------------- | -------------- |
| فريتز شيفر                  | 28 مايو 1945   | 28 سبتمبر 1945 |
| هانز إهارد (أول مرة)        | 21 ديسمبر 1946 | 14 ديسمبر 1954 |
| هانس سيدل                   | 16 أكتوبر 1957 | 22 يناير 1960  |
| هانز إيهارد (المرة الثانية) | 26 يناير 1960  | 11 ديسمبر 1962 |
| ألفونس جوبيل                | 11 ديسمبر 1962 | 6 نوفمبر 1978  |
| فرانز جوزيف شتراوس          | 6 نوفمبر 1978  | 3 أكتوبر 1988  |
| ماكس ستريبيل                | 19 أكتوبر 1988 | 27 مايو 1993   |
| إدموند ستويبر               | 28 مايو 1993   | 30 سبتمبر 2007 |
| غونتر بيكشتاين              | 9 أكتوبر 2007  | 27 أكتوبر 2008 |
| هورست سيهوفر                | 27 أكتوبر 2008 | 13 مارس 2018   |
| ماركوس سودر                 | 16 مارس 2018   | يومنا هذا      |

## نتائج الانتخابات

### البرلمان الأوروبي
| انتخاب | الأصوات   | ٪            | مقاعد   | +/– |
| ------ | --------- | ------------ | ------- | --- |
| 1979   | 2،817120  | 10.1 (رقم 3) | 8 / 81  |     |
| 1984   | 2،109،130 | 8.5 (رقم 3)  | 7 / 81  | ▼ 1 |
| 1989   | 2،326،277 | 8.2 (رقم 4)  | 7 / 81  | 0   |
| 1994   | 2،393،374 | 6.8 (رقم 4)  | 8 / 99  | ▲ 1 |
| 1999   | 2،540،007 | 9.4 (رقم 4)  | 10 / 99 | ▲ 2 |
| 2004   | 2،063،900 | 8.0 (رقم 4)  | 9 / 99  | ▼ 1 |
| 2009   | 1،896،762 | 7.2 (رقم 6)  | 8 / 99  | ▼ 1 |
| 2014   | 1،567،258 | 5.3 (رقم 6)  | 5 / 96  | ▼ 3 |
| 2019   | 2،354،816 | 6.3 (رقم 5)  | 6 / 96  | ▲ 1 |